# Synagoga w Gniewkowie
Synagoga w Gniewkowie – synagoga znajdująca się w Gniewkowie przy ulicy Podgórnej 2.

## Historia
Synagoga została zbudowana w 1880 roku. Podczas II wojny światowej hitlerowcy zdewastowali wnętrze synagogi. Po zakończeniu wojny budynek przebudowano na potrzeby magazynu meblowego. W 1950 roku synagoga została wyremontowana przez spółdzielnię "Wosko-Chemia" i dostosowana do potrzeb hali sportowej. Wówczas m.in. wymieniono dach, co wykonały Inowrocławskie Zakłady Przemysłu Terenowego. 

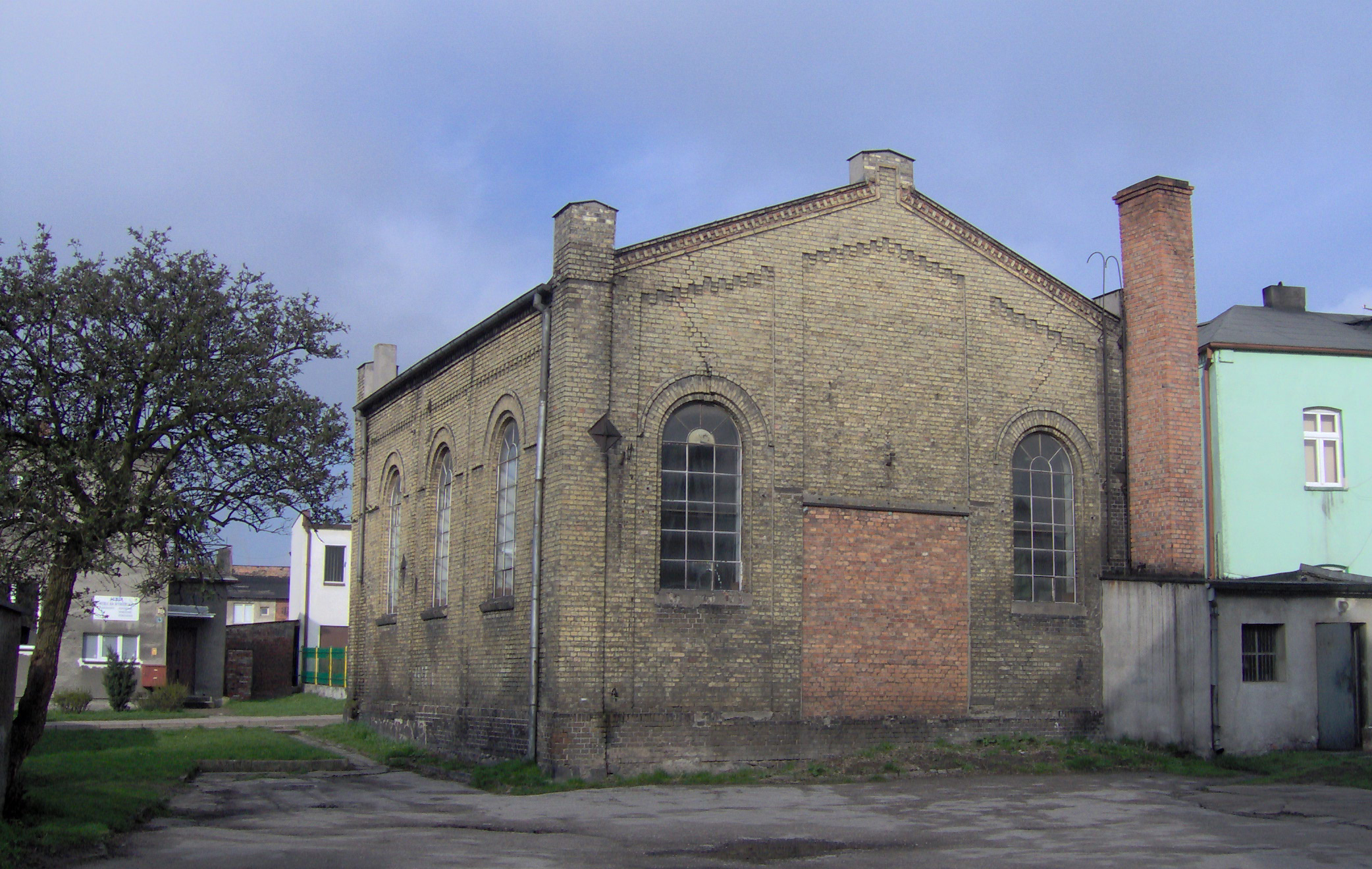

Uchwałą nr XL/327/2009 Rada Miejska w Gniewkowie z dnia 24 czerwca 2009 roku powołano do życia miejską jednostkę organizacyjną pod nazwą Muzeum Regionalne w Gniewkowie, której siedzibą miała zostać zaadaptowana do tych potrzeb synagoga. W 2015 roku doszło do formalnego połączenia Muzeum z Miejsko-Gminnym Ośrodkiem Kultury, Sportu i Rekreacji w Gniewkowie. Ostatecznie do stworzenia ekspozycji muzealnej i udostępnienia jej zwiedzającym nie doszło, a sam budynek przeznaczono na organizację imprez okolicznościowych i cyklicznych.

## Architektura
Murowany z białej cegły, nieotynkowany budynek synagogi wzniesiono na planie prostokąta. Do dziś zachował się wystrój zewnętrzny, w tym wysokie, półokragle zakończone okna oraz sterczyny w narożach budynku. Apsyda po dawnym Aron ha-kodesz została rozebrana. Całość jest nakryta dachem dwuspadowym.